# Мертрю, Жан-Клод
Жан-Клод Мертрю (фр. Jean-Claude Mertrud; 1728, Лангр — 7 октября 1802) — французский анатом.
Племянник анатома и хирурга Антуана Мертрю. Учился у своего дяди, затем стажировался под руководством Бюффона, на протяжении многих лет (в том числе в сотрудничестве с Добантоном) анатомировал животных для бюффоновской «Естественной истории». С 1765 года работал под руководством дяди в королевском анатомическом кабинете. В 1793 году стал первым профессором сравнительной анатомии в новоучреждённом Музее естественной истории; с 1795 году его ассистентом на этой должности стал Кювье. Известен, помимо прочего, произведёнными им в 1793 году совместно с Вик-д’Азиром работами по вскрытию и препарированию принадлежавшего королю Франции носорога, который был таким образом превращён в один из заметнейших экспонатов музея.